# Friedrich-Wilhelm Hidding
Friedrich Wilhelm Hidding (1926.) je bivši njemački hokejaš na travi.
Igrao je za duisburški Raffelberg.
Na hokejaškom turniru na Olimpijskim igrama 1952. u Helsinkiju je igrao za Njemačku, koja je ispala tijesnim porazom od 0:1 u četvrtini završnice od kasnije finalistice Nizozemske.

## Vanjske poveznice
- Profil na Sports Reference.com  Arhivirana inačica izvorne stranice od 14. prosinca 2012. (Wayback Machine)